# كالفين والاس
كالفين والاس (بالإنجليزية: Calvin Wallace)‏ هو لاعب كرة قدم أمريكية أمريكي، ولد في 1965.